# الحجيلي (بعدان)

تعديل مصدري - تعديل

الحجيلي هي إحدى قرى عزلة حيسان بمديرية بعدان التابعة لمحافظة إب، بلغ تعداد سكانها 169 نسمة حسب تعداد اليمن لعام 2004.